# Kathy Hochul
Kathy Hochul, nata Kathleen Courtney (Buffalo, 27 agosto 1958), è una politica e avvocata statunitense, attuale governatrice dello Stato di New York e in precedenza vicegovernatrice. È stata membro della Camera dei rappresentanti per lo stesso stato dal 2011 al 2013. Dal 24 agosto 2021, ha assunto il posto del dimissionario Andrew Cuomo, succedendogli come 57ª governatrice di New York; è la prima donna a ricoprire tale carica.
Alle elezioni del 2022 ha sconfitto il candidato repubblicano Lee Zeldin, riconfermando così l'incarico di governatrice per altri 4 anni.

## Biografia
Hochul è nata a Buffalo, New York, seconda dei sei figli di John P. "Jack" Courtney, allora studente universitario e impiegato, e Patricia Ann "Pat" (Rochford) Courtney, casalinga. La famiglia ha lottato finanziariamente durante i primi anni di Hochul e per un certo periodo ha vissuto in una roulotte vicino a un'acciaieria. Tuttavia, quando Hochul era al college, suo padre lavorava per la società di tecnologia dell'informazione che in seguito avrebbe diretto. La sua famiglia è cattolica di origine irlandese.
Hochul è diventata politicamente attiva durante gli anni del college alla Syracuse University, guidando un boicottaggio della libreria studentesca a causa dei prezzi elevati e uno sforzo infruttuoso per intitolare lo stadio dell'università in onore dell'allievo Ernie Davis, una star del football americano che morì di cancro prima che potesse unirsi alla National Football League. Hochul fece poi pressioni sull'università per opporsi all'apartheid in Sudafrica.
Nella primavera del 1979, il quotidiano studentesco The Daily Orange le ha assegnato una "A" (il voto più alto), citando i cambiamenti del campus a ragione del voto. Ha conseguito una laurea in scienze politiche nel 1980 presso la Maxwell School dell'Università di Syracuse, menrre nel 1984 si è laureata in giurisprudenza presso la Columbus School of Law dell'Università Cattolica d'America.
In seguito la Hochul ha lavorato come consulente legale di alcuni deputati e senatori democratici del Congresso. Nel maggio del 2003 è stata nominata vicesegretaria della contea di Erie e, quando il suo superiore rassegnò le dimissioni nel 2007, venne promossa a segretaria dal governatore Eliot Spitzer. Vinse poi le elezioni ufficiali con l'80% dei voti.

## Camera dei rappresentanti degli Stati Uniti (2011–2013)

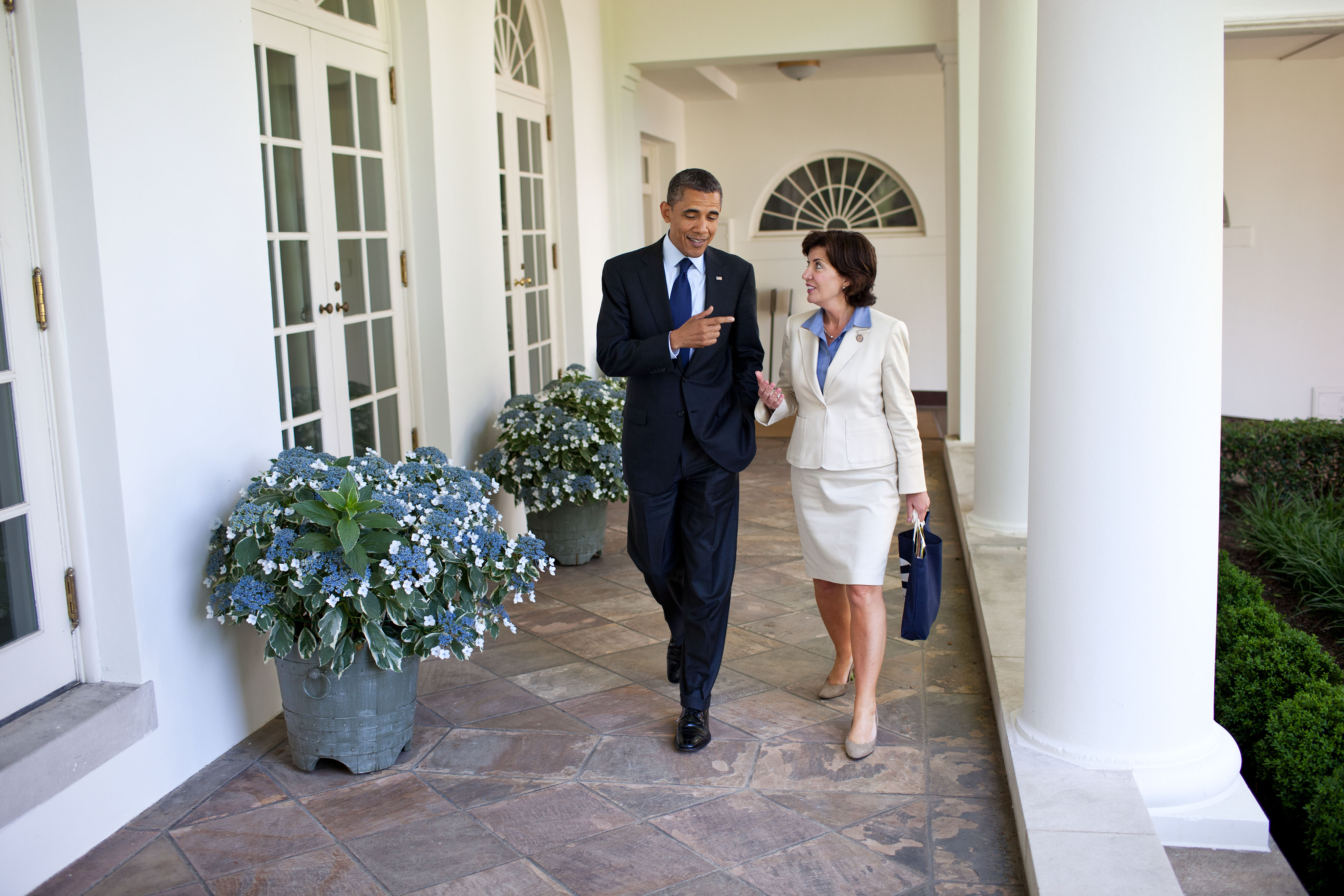
Hochul con il presidente Barack Obama passeggiando alla Casa Bianca dopo la sua vittoria

### Elezioni Speciali 2011
Nel 2011, quando il deputato repubblicano Chris Lee si dimise per via di uno scandalo sessuale, vennero indette delle elezioni speciali per determinare il suo successore nella Camera dei rappresentanti. Hochul si candidò per il seggio, nominata dal Partito Democratico e dal Partito delle Famiglie Lavoratrici, sfidando la repubblicana Jane Corwin. Quest'ultima era data come favorita, anche grazie alla tendenza tradizionalmente repubblicana del 26º distretto, che aveva sempre favorito il candidato repubblicano al Congresso nei quattro decenni precedenti.
Il giorno delle elezioni invece la Hochul prevalse nettamente sulla Corwin, ricevendo il 5% dei voti in più rispetto all'avversaria. Corwin ricorse ad un tribunale per ottenere un riconteggio, ma alla fine la Hochul venne dichiarata definitivamente vincitrice.

### 2012
Nel 2012 Hochul si scontrò con il repubblicano Chris Collins, che la sconfisse con un margine di scarto pari a soli due punti percentuali.
Nel 2014 l'allora governatore di New York Andrew Cuomo, in corsa per la rielezione, annunciò di averla scelta come sua vice. La scelta di Cuomo venne approvata dalla dirigenza del partito e i due si presentarono alle elezioni assieme, venendo eletti.

## Governatrice di New York (2021-presente)

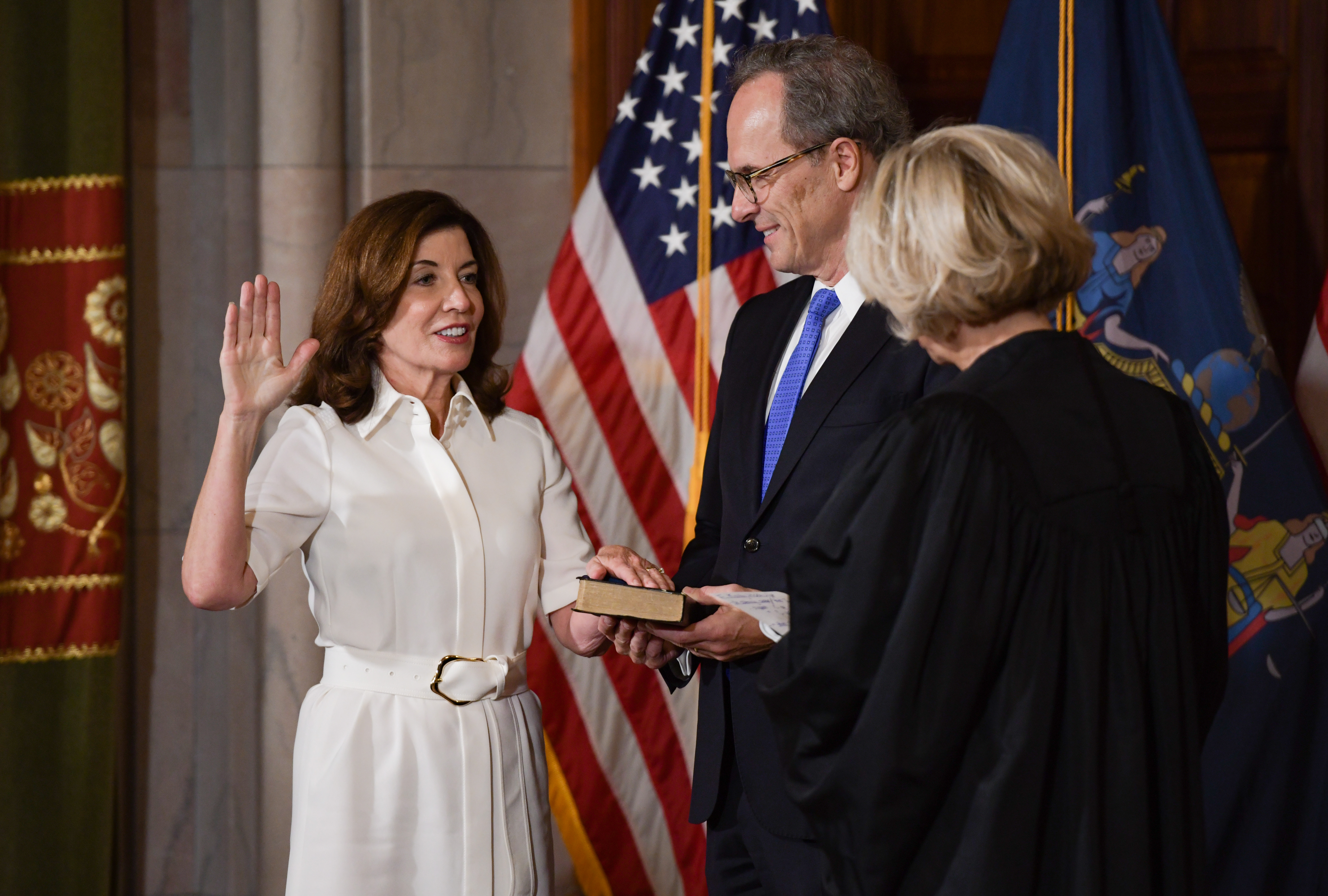
Hochul mentre giura come governatrice nel 2021

Il 24 agosto 2021, in seguito alla formalizzazione delle dimissioni di Andrew Cuomo, è entrata in carica come 57ª governatrice di New York, diventando la prima donna a ricoprire tale ruolo.
Ideologicamente, Hochul si è autodefinita "una democratica indipendente", e in varie occasioni ha preso posizioni differenti da quelle del suo partito. Riguardo al tema dell'aborto, si è dichiarata favorevole, ma d'accordo con la decisione della Corte Suprema di interrompere una gravidanza in stato avanzato solo se la madre è in grave pericolo. Durante la campagna elettorale per il Congresso, si è distinta per la sua agguerrita tutela del programma sanitario Medicare.

## Vita privata
È sposata con l'avvocato William Hochul Jr., ex procuratore degli Stati Uniti per il distretto occidentale di New York di origini polacche, con il quale avuto con lui due figli. Risiedono a Buffalo.
Hochul è tra le fondatrici di Kathleen Mary House, una casa di transizione per donne e bambini vittime di violenza domestica. Ha anche co-fondato la Village Action Coalition e, dal 2011, è stata membro del consiglio di amministrazione dell'Immaculata Academy di Hamburg, New York.